# FROM CRESCENT
FROM CRESCENT（フロムクレセント）は、日本の男性ロックバンド。

## 概要
2004年、同じ中学校の出身で幼馴染であった渡辺・波多野・土田の3人により、地元である新潟で結成される。2006年にカナイヒロアキのプロデュースにより、Hills Recordよりミニアルバム「COCOON」でデビュー。
2010年8月7日、日本海夕日コンサートに参加。
2008年4月から2012年12月まで、FM PORTのラジオ番組「TOKYO→NIIGATA MUSIC CONVOY」で火曜日のレギュラーパーソナリティを担当。レギュラー終了後も度々番組のピンチヒッターとして呼ばれる。
2012年から2014年まで、Jリーグ・アルビレックス新潟のサポーターズCDに参加。
2013年8月、ベースの波多野が脱退。

## メンバー

### 現在のメンバー
- 渡辺 賢介（わたなべ けんすけ） - ボーカル・ギター
  - 1982年生まれ、新潟市江南区(旧亀田町)出身。アルビレックス新潟の熱狂的サポーター[9]。現在はラジオディレクターとして、東京を拠点に、ラジオ制作と音楽活動を続けている[12]:93,106-107。
- 土田 拓也（つちだ たくや） - ドラム
  - 1982年生まれ、新潟市江南区(旧亀田町)出身[13]。

### 過去のメンバー
- 波多野 卓也（はたの たくや） - ベース
  - 2013年8月をもって脱退[14]

## ディスコグラフィー
- ASIN B000ICLZ3G, COCOON (2006-11-8)
- ASIN B001525IX6, FROM CRESCENT (2008-3-26)
- ASIN B003RYOCKA, REBORN (2010-8-4)
- 『LIVE!』 - 数量限定生産
- 『キッチン』 - ライブ会場にて限定で販売されたシングル